# John Fashanu
John Fashanu (* 18. September 1962 in Kensington, London) ist ein ehemaliger englischer Fußballspieler, der derzeit als Fernsehmoderator tätig ist. Der Ex-Mittelstürmer und FA-Cup-Sieger mit dem FC Wimbledon von 1988 ist nigerianisch-guayanischer Herkunft und Bruder des 1998 verstorbenen Justin Fashanu.

## Sportlicher Werdegang
Nach der Trennung der Eltern wurde John Fashanu gemeinsam mit seinem ein Jahr älteren Bruder Justin zu der Kinderhilfsorganisation Barnardo’s geschickt. Ab dem Alter von fünf Jahren fand er bei den Eheleuten Jackson in dem kleinen Ort Shropham – in der Nähe von Attleborough in der Grafschaft Norfolk gelegen – ein neues Zuhause.
Seine ersten fußballerischen Schritte im Profibereich machte Fashanu 1979 bei Norwich City. Von dort aus wurde er 1983 während der in England spielfreien Zeit an den neuseeländischen Klub Miramar Rangers und danach an Crystal Palace ausgeliehen, bevor es ihn über den Umweg Lincoln City in die britische Hauptstadt zum FC Millwall zog. Dort feierte er am 15. Dezember 1984 seinen Einstand und schoss bis 1986 in 65 Pflichtspielen 19 Tore.
Es folgten Fashanus beste Jahre während seiner Laufbahn, als er zum FC Wimbledon wechselte und dort Teil der selbst ernannten „Crazy Gang“ wurde, die zu dieser Zeit eine Aufstiegsserie hingelegt hatte und nun in der First Division angekommen war. In einem aufsehenerregenden FA-Cup-Finale besiegte er mit seinem Team im Jahr 1988 den hohen Favorit FC Liverpool und bei der Revanche in der Charity Shield kurze Zeit später schoss Fashanu Wimbledons Treffer zur 1:2-Niederlage. Im Mai 1989 bestritt Fashanu anlässlich eines Freundschaftsspielturnier gegen Chile und Schottland seine einzigen beiden Länderspiele für England. Bis 1994 erzielte Fashanu 126 Pflichtspieltreffer und bildete vor allem mit dem Wimbledoner „Urgestein“ Alan Cork ein effektives Sturmduo. Fashanu fiel seinen Gegenspielern – speziell im Vergleich zu seinem Bruder Justin – weniger durch technische Fertigkeiten, denn durch eine hohe Einsatzbereitschaft und teilweise ruppige Spielweise auf.
Im Sommer 1994 schloss sich Fashanu Aston Villa an und machte im folgenden Jahr Schlagzeilen, als ihm die Boulevardzeitung The Sun vorwarf, für das Verschieben von Fußballspielen verantwortlich gewesen zu sein – die weiteren Beschuldigten waren Ex-Wimbledon-Mitspieler Hans Segers sowie Bruce Grobbelaar vom FC Liverpool. Obwohl das Verfahren den Vorwurf nicht erhärtete, mussten die Beschuldigten ihre Prozesskosten selbst tragen. Verletzungsprobleme hatten zu diesem Zeitpunkt bereits für das vorzeigte Karriereende von John Fashanu gesorgt.

## Nach dem Fußball
Nach seiner aktiven Karriere wechselte Fashanu in die Fernsehmoderation. Er präsentierte im britischen TV mit Ulrika Jonsson die Serie „Gladiators“, einem Ableger der US-amerikanischen American Gladiators. Im Jahr 2003 war er in der zweiten Staffel von „I’m a Celebrity … Get Me Out of Here!“ vertreten; später rief er die Reality-TV-Sendung „Fash’s Football Challenge“ ins Leben, die den Ex-Fußballer als Trainer einer Amateurfußballmannschaft begleitete. Ebenfalls im Jahr 2003 produzierte er für ITV1 eine Serie, die an das US-amerikanische Format Man vs. Beast angelehnt war, nach Protesten von Tierschutzorganisationen jedoch nie zur Ausstrahlung kam. Seit 2007 führt Fashanu bei den nigerianischen Fassung von Deal or No Deal durch die Sendung.
In Nigeria blieb Fashanu auch weiter dem Fußball erhalten. Er war Mitglied der Nigeria Football Association und auch in Wales befand er sich als Vorsitzender von Barry Town in verantwortlicher Position. Dazu befasste er sich mit der Korruption in Nigeria der 1980er und 1990er Jahre – der Abschlussbericht wurde als „Fashanu Report“ bekannt. Auch bei der Aufklärung während des Völkermords in Ruanda betätigte sich Fashanu aktiv.

## Erfolge
- FA-Cup-Sieger: 1987/88